# Бормла
Бормла (мальт. Bormla, або Коспікуа, мальт. Cospicua) — прибережне місто на Мальті, укріплене подвійним фортом. Бормла та прилеглі до нього міста Біргу та Сенглея, утворюють регіон Коттонера (італ. Cottonera), який з півдня оточує Велику гавань, а їхнє загальне населення становить 5642 особи. Бормла є найбільшим з цих трьох міст.

## Історія
Бормла була населена ще з часів неоліту. Під час панування на острові госпітальєрів в місті були споруджені кілька міцних бастіонів. 
1776 року у в місті було розпочато будівництво верфі, яка пізніше відіграла велику стратегічну роль у розвитку Бормли. Верфі значно розширилася під час перебування на острові британців. Вони особливо активно використовувалася в роки Першої та Другий світових воєн.

## Демографія
- 1901: 12 148
- 1921: 11 536
- 1931: 12 163
- 1948: 4 822
- 1957: 9 095
- 1967: 9 123
- 1985: 7 731
- 1995: 6 085
- 2005: 5 657